# Kindrashivka (Lugansk)
Kindrashivka o Kondrashovka (en ucraniano: Кіндрашівка, en ruso: Кондрашовка) es una localidad del raión de Stanytsya Luhanska, en el óblast de Lugansk, Ucrania. Posee una estación de ferrocarril.
- Datos: Q121816495